# Tanyuromys
Tanyuromys är ett släkte i familjen hamsterartade gnagare med två arter som förekommer i Centralamerika och nordvästra Sydamerika.
Arterna är:
- Tanyuromys aphrastus, lever i Costa Rica och Panama, den ingick före 2010-talet i släktet Sigmodontomys. Den listas av IUCN med kunskapsbrist (DD).
- Tanyuromys thomasleei, hittades året 2012 i Ecuador. Den listas inte än av IUCN.

Arterna blir ungefär 11,5 till 15 cm långa (huvud och bål) och har en cirka 17,5 till 23,5 cm lång svans. De kraftiga bakfötterna ä4 3,5 till 4,0 cm långa. Håren som bildar den långa och täta pälsen på ovansidan är bruna med korta orange avsnitt vad som ger ett spräckligt utseende. På undersidan har håren gråa och ockra avsnitt. Övergången mellan dessa färgområden är stegvis. Även på öronen förekommer några svarta, mörkbruna och rödbruna hår. Den bruna svansen bär några korta hår och den kan ha en liten tofs vid spetsen. Dessa djur saknar gallblåsan.
Släktets medlemmar lever i skogar eller i regioner nära skogar. Den centralamerikanska arten hittas mellan 700 och 2000 meter över havet och den sydamerikanska arten vid Andernas västra sluttningar upp till 2500 meter över havet.